# Els amos de Flatbush
Els amos de Flatbush (títol original en anglès: The Lords of Flatbush), és una pel·lícula de delinqüència de 1974, ambientada en els anys 1950. Està dirigida per Martin Davidsen i Stephen Verona i protagonitzada per Sylvester Stallone, Perry King i Henry Winkler. Ha estat doblada al català.

## Argument
Uns joves d'un barri de Brooklyn es reuneixen i formen una banda. Si aconsegueixen enfrontar els problemes junts més fàcilment, han de superar no obstant això nous obstacles.

## Repartiment
- Sylvester Stallone: Stanley Rosiello
- Perry King: Chico Tyrell
- Henry Winkler: Butchey Weinstein
- Paul Mace: Wimpy Murgalo
- Susan Blakely: Jane Bradshaw
- Maria Smith: Frannie Malincanico
- Renee Paris: Annie Yuckamanelli
- Paul Jabara: Crazy Cohen
- Bruce Reed: Mike Mambo
- Frank Stiefel: Arnie Levine
- Martin Davidson: Mr. Birnbaum
- Joe Stern: Eddie

## Al voltant de la pel·lícula
- Sylvester Stallone és el coguionista de la pel·lícula.[cal citació]